# Bahnstrecke Elverum–Kongsvinger
| Bahnhof Braskereidfoss |                      |                                                                                          |                                                                                          |
| Streckenlänge: | 94,32 km             |                                                                                          |                                                                                          |
| Spurweite: | 1435 mm (Normalspur) |                                                                                          |                                                                                          |
| |                      |                                                                                          |                                                                                          |
| \| \| \| Rørosbanen von Rena \| \| \| \| 194,60 \| Elverum (1862) \| 187 moh. \| \| \| \| Rørosbanen nach Hamar \| \| \| \| \| Anschlussgleis Prestefoss \| \| \| \| \| Terningåa (25 m) \| \| \| \| 192,28 \| Vinnheia (1932–1. Feb. 1943) \| Vinnheia (1932–1. Feb. 1943) \| \| \| \| Stolpeterminalen (Glommen skogeierforening) \| \| \| \| \| Vestmo tømmerterminal \| \| \| \| 189,48 \| Nordhaug (1929–1. Feb. 1943) \| Nordhaug (1929–1. Feb. 1943) \| \| \| 188,46 \| Vesterhaug (1910–27. Mai 1990, Hp ab 1. April 1957) \| 182 moh. \| \| \| 187,73 \| Haugsfoss bru (Glåma vest, 83 m) \| Haugsfoss bru (Glåma vest, 83 m) \| \| \| 187,47 \| Knapfoss bru (Glåma øst, 41 m) \| Knapfoss bru (Glåma øst, 41 m) \| \| \| 187,38 \| Knappen ((1932–1. Feb. 1943) \| Knappen ((1932–1. Feb. 1943) \| \| \| 186,85 \| Mostu (1929–27. Mai 1990) \| Mostu (1929–27. Mai 1990) \| \| \| 185,25 \| Heradsbygd (1910, bis 1921 Heradsbygden, Hp ab 28. Mai 1967–29. Aug. 1994) \| 185 moh. \| \| \| 183,78 \| Houmsmo (1929–1. Feb. 1943) \| Houmsmo (1929–1. Feb. 1943) \| \| \| 182,84 \| Holtet (1957–28. April 1980) \| Holtet (1957–28. April 1980) \| \| \| 180,97 \| Jømna (1910, Hp ab 1. Jan. 1982–29. Aug. 1994) \| 182 moh. \| \| \| \| Jømna (20 m) \| \| \| \| 179,05 \| Hornberget (15. Okt. 1956–27. Mai 1990) \| Hornberget (15. Okt. 1956–27. Mai 1990) \| \| \| 176,18 \| Møystad spor (1929–1. Feb. 1943) \| Møystad spor (1929–1. Feb. 1943) \| \| \| 174,22 \| Sormbrua (1929–1. Feb. 1943, 1946–27. Mai 1990) \| Sormbrua (1929–1. Feb. 1943, 1946–27. Mai 1990) \| \| \| 172,90 \| Sormbråten (1932–1. Feb. 1943) \| Sormbråten (1932–1. Feb. 1943) \| \| \| 170,26 \| Braskereidfoss (1910, bis 1. Sept. 1922 Braskerudfoss) \| 182 moh. \| \| \| 170,25 \| Anschlussstelle Forestia (1971) \| Anschlussstelle Forestia (1971) \| \| \| 166,62 \| Kåten (1929–27. Mai 1990) \| Kåten (1929–27. Mai 1990) \| \| \| \| Anschlussstelle Østlandske Torv \| \| \| \| 164,46 \| Våler (1910, bis 1921 Vaaler, Hp ab 23. Mai 1982–29. Aug. 1994) \| 168 moh. \| \| \| 162,00 \| Grønland (1929–1. Feb. 1943, 1. April 1946–27. Mai 1990) \| Grønland (1929–1. Feb. 1943, 1. April 1946–27. Mai 1990) \| \| \| 160,88 \| Hasle (bis Nov. 1955 Svenneby, 25. April 1955–27. Mai 1990, 2. Juni 1991–29. Aug. 1994)) \| Hasle (bis Nov. 1955 Svenneby, 25. April 1955–27. Mai 1990, 2. Juni 1991–29. Aug. 1994)) \| \| \| 159,38 \| Svenneby (1929–1. Feb. 1943) \| Svenneby (1929–1. Feb. 1943) \| \| \| 155,65 \| Haslemo (1910–1990, Hp ab 1. Juni 1967–27. Mai 1990) \| 172 moh. \| \| \| 153,01 \| Åsnes kirke (1929–27. Mai 1990) \| Åsnes kirke (1929–27. Mai 1990) \| \| \| 150,51 \| Tunnel (18 m) \| Tunnel (18 m) \| \| \| 150,15 \| Flisa (1893, bis 29. Aug. 1994 Pers.-Halt) \| 155 moh. \| \| \| 148,76 \| Flisa (67 m) \| Flisa (67 m) \| \| \| 147,47 \| Anschlussgleis Kveset(1940–1990) \| Anschlussgleis Kveset(1940–1990) \| \| \| 147,26 \| Kveset spor (1929–27. Mai 1990) \| Kveset spor (1929–27. Mai 1990) \| \| \| 144,85 \| Arneberg (1893, Hp ab 17. März 1969–29. Aug. 1994) \| 166 moh. \| \| \| 143,44 \| Nybakk (1929–27. Mai 1990) \| Nybakk (1929–27. Mai 1990) \| \| \| 141,59 \| Trangsrud (1929–27. Mai 1990) \| Trangsrud (1929–27. Mai 1990) \| \| \| 137,92 \| Namnå (1893, bis 1922 Navnåen, Hp ab 23. Mai 1982–29. Aug. 1994) \| 160 moh. \| \| \| 135,58 \| Gruset (1929–1. Feb. 1943) \| Gruset (1929–1. Feb. 1943) \| \| \| 134,71 \| Byrmo (1929–27. Mai 1990) \| Byrmo (1929–27. Mai 1990) \| \| \| 133,14 \| Kirkenær (1893, bis 29. Aug. 1994 Pers.-Halt) \| 153 moh. \| \| \| 132,73 \| Anschlussgleis Grue kommune (1976) \| Anschlussgleis Grue kommune (1976) \| \| \| 130,88 \| Skjelver (1929–1. Feb. 1943, 1. April 1946–27. Mai 1990) \| Skjelver (1929–1. Feb. 1943, 1. April 1946–27. Mai 1990) \| \| \| \| Gardsjøen (20 m) \| \| \| \| 129,57 \| Vangerud (1929–1. Feb. 1943) \| Vangerud (1929–1. Feb. 1943) \| \| \| 127,46 \| Grinder (1893, Hp ab 1. Sept. 1980–27. Mai 1990) \| 159 moh. \| \| \| \| Anschlussgleis \| \| \| \| 126,08 \| Piksrud (1929–27. Mai 1990) \| Piksrud (1929–27. Mai 1990) \| \| \| 124,68 \| Sæta (1929–1. Feb. 1943, 1946–27. Mai 1990) \| Sæta (1929–1. Feb. 1943, 1946–27. Mai 1990) \| \| \| 122,05 \| Strømsnes (1929–27. Mai 1990) \| Strømsnes (1929–27. Mai 1990) \| \| \| 120,54 \| Nor (1893, Hp ab 1. Juli 1963–27. Mai 1990) \| 155 moh. \| \| \| 118,28 \| Folkvang (1929–1. Feb. 1943) \| Folkvang (1929–1. Feb. 1943) \| \| \| 117,24 \| Brandval sag \| Brandval sag \| \| \| 116,38 \| Brandval (22. Jan. 1912, Hp ab 28. Mai 1967–29. Aug. 1994) \| 153 moh. \| \| \| 114,68 \| Myrer (1932–1. Feb. 1943) \| Myrer (1932–1. Feb. 1943) \| \| \| 112,47 \| Haug (1929–27. Mai 1990) \| Haug (1929–27. Mai 1990) \| \| \| 111,28 \| Eik (März 1965–27. Mai 1990) \| Eik (März 1965–27. Mai 1990) \| \| \| 109,30 \| Roverud (1893, Hp ab 1. Juni 1986–29. Aug. 1994) \| 149 moh. \| \| \| 107,61 \| Rustadmo (1936–27. Mai 1990) \| Rustadmo (1936–27. Mai 1990) \| \| \| 106,88 \| Rustad Nordre (1929–1936) \| Rustad Nordre (1929–1936) \| \| \| 106,08 \| Rustad (1932–1. Feb. 1943) \| Rustad (1932–1. Feb. 1943) \| \| \| 104,78 \| Rustad Søndre (1929–1. Feb. 1943) \| Rustad Søndre (1929–1. Feb. 1943) \| \| \| 103,89 \| Mensrud (1932–1. Dez. 1946 Hov, bis 27. Mai 1990) \| Mensrud (1932–1. Dez. 1946 Hov, bis 27. Mai 1990) \| \| \| 102,16 \| Noret (32 m) \| Noret (32 m) \| \| \| \| Grensebane von Charlottenberg \| \| \| \| \| Norsenga tømmerterminal \| \| \| \| 100,28 \| Kongsvinger (1862) \| 148 moh. \| \| \| \| Kongsvingerbanen nach Lillestrøm \| \| \| \| \| \| \| \| Quellen: [1][2] \| \| \| \| |                      |                                                                                          |                                                                                          |
| Strecke |                      | Rørosbanen von Rena                                                                      | Rørosbanen von Rena                                                                      |
| Bahnhof | 194,60               | Elverum (1862)                                                                           | 187 moh.                                                                                 |
| Abzweig geradeaus und nach rechts |                      | Rørosbanen nach Hamar                                                                    | Rørosbanen nach Hamar                                                                    |
| Abzweig geradeaus und ehemals nach links |                      | Anschlussgleis Prestefoss                                                                | Anschlussgleis Prestefoss                                                                |
| Brücke über Wasserlauf |                      | Terningåa (25 m)                                                                         | Terningåa (25 m)                                                                         |
| ehemaliger Haltepunkt / Haltestelle | 192,28               | Vinnheia (1932–1. Feb. 1943)                                                             | Vinnheia (1932–1. Feb. 1943)                                                             |
| ehemaliger Dienststation / Betriebs- oder Güterbahnhof |                      | Stolpeterminalen (Glommen skogeierforening)                                              | Stolpeterminalen (Glommen skogeierforening)                                              |
| Dienststation / Betriebs- oder Güterbahnhof |                      | Vestmo tømmerterminal                                                                    | Vestmo tømmerterminal                                                                    |
| ehemaliger Haltepunkt / Haltestelle | 189,48               | Nordhaug (1929–1. Feb. 1943)                                                             | Nordhaug (1929–1. Feb. 1943)                                                             |
| ehemaliger Bahnhof | 188,46               | Vesterhaug (1910–27. Mai 1990, Hp ab 1. April 1957)                                      | 182 moh.                                                                                 |
| Brücke über Wasserlauf | 187,73               | Haugsfoss bru (Glåma vest, 83 m)                                                         | Haugsfoss bru (Glåma vest, 83 m)                                                         |
| Brücke über Wasserlauf | 187,47               | Knapfoss bru (Glåma øst, 41 m)                                                           | Knapfoss bru (Glåma øst, 41 m)                                                           |
| ehemaliger Haltepunkt / Haltestelle | 187,38               | Knappen ((1932–1. Feb. 1943)                                                             | Knappen ((1932–1. Feb. 1943)                                                             |
| ehemaliger Haltepunkt / Haltestelle | 186,85               | Mostu (1929–27. Mai 1990)                                                                | Mostu (1929–27. Mai 1990)                                                                |
| Blockstelle | 185,25               | Heradsbygd (1910, bis 1921 Heradsbygden, Hp ab 28. Mai 1967–29. Aug. 1994)               | 185 moh.                                                                                 |
| ehemaliger Haltepunkt / Haltestelle | 183,78               | Houmsmo (1929–1. Feb. 1943)                                                              | Houmsmo (1929–1. Feb. 1943)                                                              |
| ehemaliger Haltepunkt / Haltestelle | 182,84               | Holtet (1957–28. April 1980)                                                             | Holtet (1957–28. April 1980)                                                             |
| Blockstelle | 180,97               | Jømna (1910, Hp ab 1. Jan. 1982–29. Aug. 1994)                                           | 182 moh.                                                                                 |
| Brücke über Wasserlauf |                      | Jømna (20 m)                                                                             | Jømna (20 m)                                                                             |
| ehemaliger Haltepunkt / Haltestelle | 179,05               | Hornberget (15. Okt. 1956–27. Mai 1990)                                                  | Hornberget (15. Okt. 1956–27. Mai 1990)                                                  |
| ehemaliger Haltepunkt / Haltestelle | 176,18               | Møystad spor (1929–1. Feb. 1943)                                                         | Møystad spor (1929–1. Feb. 1943)                                                         |
| ehemaliger Haltepunkt / Haltestelle | 174,22               | Sormbrua (1929–1. Feb. 1943, 1946–27. Mai 1990)                                          | Sormbrua (1929–1. Feb. 1943, 1946–27. Mai 1990)                                          |
| ehemaliger Haltepunkt / Haltestelle | 172,90               | Sormbråten (1932–1. Feb. 1943)                                                           | Sormbråten (1932–1. Feb. 1943)                                                           |
| Dienststation / Betriebs- oder Güterbahnhof | 170,26               | Braskereidfoss (1910, bis 1. Sept. 1922 Braskerudfoss)                                   | 182 moh.                                                                                 |
| Abzweig geradeaus und nach links | 170,25               | Anschlussstelle Forestia (1971)                                                          | Anschlussstelle Forestia (1971)                                                          |
| ehemaliger Haltepunkt / Haltestelle | 166,62               | Kåten (1929–27. Mai 1990)                                                                | Kåten (1929–27. Mai 1990)                                                                |
| Abzweig geradeaus und ehemals von links |                      | Anschlussstelle Østlandske Torv                                                          | Anschlussstelle Østlandske Torv                                                          |
| Blockstelle | 164,46               | Våler (1910, bis 1921 Vaaler, Hp ab 23. Mai 1982–29. Aug. 1994)                          | 168 moh.                                                                                 |
| ehemaliger Haltepunkt / Haltestelle | 162,00               | Grønland (1929–1. Feb. 1943, 1. April 1946–27. Mai 1990)                                 | Grønland (1929–1. Feb. 1943, 1. April 1946–27. Mai 1990)                                 |
| ehemaliger Haltepunkt / Haltestelle | 160,88               | Hasle (bis Nov. 1955 Svenneby, 25. April 1955–27. Mai 1990, 2. Juni 1991–29. Aug. 1994)) | Hasle (bis Nov. 1955 Svenneby, 25. April 1955–27. Mai 1990, 2. Juni 1991–29. Aug. 1994)) |
| ehemaliger Haltepunkt / Haltestelle | 159,38               | Svenneby (1929–1. Feb. 1943)                                                             | Svenneby (1929–1. Feb. 1943)                                                             |
| ehemaliger Bahnhof | 155,65               | Haslemo (1910–1990, Hp ab 1. Juni 1967–27. Mai 1990)                                     | 172 moh.                                                                                 |
| ehemaliger Haltepunkt / Haltestelle | 153,01               | Åsnes kirke (1929–27. Mai 1990)                                                          | Åsnes kirke (1929–27. Mai 1990)                                                          |
| Tunnel | 150,51               | Tunnel (18 m)                                                                            | Tunnel (18 m)                                                                            |
| Dienststation / Betriebs- oder Güterbahnhof | 150,15               | Flisa (1893, bis 29. Aug. 1994 Pers.-Halt)                                               | 155 moh.                                                                                 |
| Brücke über Wasserlauf | 148,76               | Flisa (67 m)                                                                             | Flisa (67 m)                                                                             |
| Abzweig geradeaus und ehemals von links | 147,47               | Anschlussgleis Kveset(1940–1990)                                                         | Anschlussgleis Kveset(1940–1990)                                                         |
| ehemaliger Haltepunkt / Haltestelle | 147,26               | Kveset spor (1929–27. Mai 1990)                                                          | Kveset spor (1929–27. Mai 1990)                                                          |
| Blockstelle | 144,85               | Arneberg (1893, Hp ab 17. März 1969–29. Aug. 1994)                                       | 166 moh.                                                                                 |
| ehemaliger Haltepunkt / Haltestelle | 143,44               | Nybakk (1929–27. Mai 1990)                                                               | Nybakk (1929–27. Mai 1990)                                                               |
| ehemaliger Haltepunkt / Haltestelle | 141,59               | Trangsrud (1929–27. Mai 1990)                                                            | Trangsrud (1929–27. Mai 1990)                                                            |
| Blockstelle | 137,92               | Namnå (1893, bis 1922 Navnåen, Hp ab 23. Mai 1982–29. Aug. 1994)                         | 160 moh.                                                                                 |
| ehemaliger Haltepunkt / Haltestelle | 135,58               | Gruset (1929–1. Feb. 1943)                                                               | Gruset (1929–1. Feb. 1943)                                                               |
| ehemaliger Haltepunkt / Haltestelle | 134,71               | Byrmo (1929–27. Mai 1990)                                                                | Byrmo (1929–27. Mai 1990)                                                                |
| Dienststation / Betriebs- oder Güterbahnhof | 133,14               | Kirkenær (1893, bis 29. Aug. 1994 Pers.-Halt)                                            | 153 moh.                                                                                 |
| Abzweig geradeaus, ehemals von links und ehemals von rechts | 132,73               | Anschlussgleis Grue kommune (1976)                                                       | Anschlussgleis Grue kommune (1976)                                                       |
| ehemaliger Haltepunkt / Haltestelle | 130,88               | Skjelver (1929–1. Feb. 1943, 1. April 1946–27. Mai 1990)                                 | Skjelver (1929–1. Feb. 1943, 1. April 1946–27. Mai 1990)                                 |
| Brücke über Wasserlauf |                      | Gardsjøen (20 m)                                                                         | Gardsjøen (20 m)                                                                         |
| ehemaliger Haltepunkt / Haltestelle | 129,57               | Vangerud (1929–1. Feb. 1943)                                                             | Vangerud (1929–1. Feb. 1943)                                                             |
| Blockstelle | 127,46               | Grinder (1893, Hp ab 1. Sept. 1980–27. Mai 1990)                                         | 159 moh.                                                                                 |
| Abzweig geradeaus und ehemals von links |                      | Anschlussgleis                                                                           | Anschlussgleis                                                                           |
| ehemaliger Haltepunkt / Haltestelle | 126,08               | Piksrud (1929–27. Mai 1990)                                                              | Piksrud (1929–27. Mai 1990)                                                              |
| ehemaliger Haltepunkt / Haltestelle | 124,68               | Sæta (1929–1. Feb. 1943, 1946–27. Mai 1990)                                              | Sæta (1929–1. Feb. 1943, 1946–27. Mai 1990)                                              |
| ehemaliger Haltepunkt / Haltestelle | 122,05               | Strømsnes (1929–27. Mai 1990)                                                            | Strømsnes (1929–27. Mai 1990)                                                            |
| ehemaliger Bahnhof | 120,54               | Nor (1893, Hp ab 1. Juli 1963–27. Mai 1990)                                              | 155 moh.                                                                                 |
| ehemaliger Haltepunkt / Haltestelle | 118,28               | Folkvang (1929–1. Feb. 1943)                                                             | Folkvang (1929–1. Feb. 1943)                                                             |
| Abzweig geradeaus und ehemals nach rechts | 117,24               | Brandval sag                                                                             | Brandval sag                                                                             |
| Blockstelle | 116,38               | Brandval (22. Jan. 1912, Hp ab 28. Mai 1967–29. Aug. 1994)                               | 153 moh.                                                                                 |
| ehemaliger Haltepunkt / Haltestelle | 114,68               | Myrer (1932–1. Feb. 1943)                                                                | Myrer (1932–1. Feb. 1943)                                                                |
| ehemaliger Haltepunkt / Haltestelle | 112,47               | Haug (1929–27. Mai 1990)                                                                 | Haug (1929–27. Mai 1990)                                                                 |
| ehemaliger Haltepunkt / Haltestelle | 111,28               | Eik (März 1965–27. Mai 1990)                                                             | Eik (März 1965–27. Mai 1990)                                                             |
| Blockstelle | 109,30               | Roverud (1893, Hp ab 1. Juni 1986–29. Aug. 1994)                                         | 149 moh.                                                                                 |
| ehemaliger Haltepunkt / Haltestelle | 107,61               | Rustadmo (1936–27. Mai 1990)                                                             | Rustadmo (1936–27. Mai 1990)                                                             |
| ehemaliger Haltepunkt / Haltestelle | 106,88               | Rustad Nordre (1929–1936)                                                                | Rustad Nordre (1929–1936)                                                                |
| ehemaliger Haltepunkt / Haltestelle | 106,08               | Rustad (1932–1. Feb. 1943)                                                               | Rustad (1932–1. Feb. 1943)                                                               |
| ehemaliger Haltepunkt / Haltestelle | 104,78               | Rustad Søndre (1929–1. Feb. 1943)                                                        | Rustad Søndre (1929–1. Feb. 1943)                                                        |
| ehemaliger Haltepunkt / Haltestelle | 103,89               | Mensrud (1932–1. Dez. 1946 Hov, bis 27. Mai 1990)                                        | Mensrud (1932–1. Dez. 1946 Hov, bis 27. Mai 1990)                                        |
| Brücke über Wasserlauf | 102,16               | Noret (32 m)                                                                             | Noret (32 m)                                                                             |
| Abzweig geradeaus und von links |                      | Grensebane von Charlottenberg                                                            | Grensebane von Charlottenberg                                                            |
| Abzweig geradeaus und von rechts |                      | Norsenga tømmerterminal                                                                  | Norsenga tømmerterminal                                                                  |
| Bahnhof | 100,28               | Kongsvinger (1862)                                                                       | 148 moh.                                                                                 |
| Strecke |                      | Kongsvingerbanen nach Lillestrøm                                                         | Kongsvingerbanen nach Lillestrøm                                                         |
| |                      |                                                                                          |                                                                                          |
| Quellen: |                      |                                                                                          |                                                                                          |

Die Bahnstrecke Elverum–Kongsvinger ist eine 94 Kilometer lange eingleisige, nicht elektrifizierte Eisenbahnstrecke zwischen Kongsvinger und Elverum in Norwegen. Von Jernbaneverket wird die Strecke als Solørbanen bezeichnet.

## Geschichte
Der Bau der Strecke wurde vom Storting in zwei Abschnitten beschlossen. Für den Abschnitt Kongsvinger–Flisa wurde am 8. Juli 1890 die gesetzliche Grundlage geschaffen, ab dem 1. November 1893 fuhren die ersten Züge. Die Verlängerung bis Elverum wurde am 2. März 1894 genehmigt, es dauerte jedoch bis zum 3. Dezember 1910, bis der reguläre Betrieb aufgenommen wurde.
Zu dieser Zeit wurde der erste Streckenabschnitt Kongsvinger-Flisenbanen K.F.B. genannt, nach der Eröffnung der Gesamtstrecke wurde diese als Kongsvinger-Elverumbanen K.E.B. bezeichnet.
Ab dem 3. Juni 1929 wurden Triebwagen eingesetzt, die an Bahnübergängen planmäßig hielten. Ab 1930 wurden dafür feste Haltestellen eingerichtet.
Zeitweise wurden die Züge von Trondheim über die Strecke geführt, Tagzüge verkehrten zwischen 1943 und 1946 sowie von 1986 bis 1989. Zwischen 1986 und 1991 verkehrte zudem ein Nachtzug.
Die Dampflokomotivbaureihe 26 wurde bis April 1969 für das Güterzugpaar 5081/82 eingesetzt. Das Zugpaar 5717/5084 fuhr ebenfalls mit Dampf, wurde aber ab dem 30. Mai 1965 über eine andere Strecke geführt. Danach übernahmen Dieselloks des Typs Di 3 bis 2000 den Güterverkehr. Die letzten Personenzüge im Lokalverkehr, der am 27. Mai 1990 endete, wurden meist mit Triebwagen der Type 86 gefahren. Am 29. August 1994 erfolgte die endgültige Einstellung des Personenverkehrs.
Seither wird die Strecke nur von Güterzügen, meist mit Holz und Fliesen, benutzt. Wichtige Stationen waren Kirkenær, Flisa und Braskereidfoss, auf denen außer in den Endbahnhöfen reger Verkehr herrschte.
Bei Haslemoen liegt die zweitlängste gerade Strecke Norwegens.
Nunmehr sind Cargolink, CargoNet, Hector Rail und TÅGAB für die Beförderung der Güterzüge verantwortlich, die die Baureihen Di 6, Di 8, TMY, TMZ und BR 941 einsetzen.